# Gare de la Défense
Gare de la Défense vasútállomás és RER állomás Franciaországban, Puteaux településen.

## Vasútvonalak
Az állomást az alábbi vasútvonalak érintik:
- Párizs-Saint-Lazare-Versailles-Rive-Droite-vasútvonal

## Kapcsolódó állomások
A vasútállomáshoz az alábbi állomások vannak a legközelebb:
- Gare de Courbevoie (Paris Gare Saint-Lazare, Transilien line L)
- Gare de Nanterre-Préfecture (Gare de Saint-Germain-en-Laye, Gare de Poissy, Gare de Cergy-le-Haut, A RER-vonal)
- Gare de Charles-de-Gaulle - Étoile (Gare de Boissy-Saint-Léger, Gare de Marne-la-Vallée - Chessy, A RER-vonal)
- Gare de Puteaux (Gare de Versailles-Rive-Droite, Gare de Saint-Nom-la-Bretèche - Forêt de Marly, Transilien line L)
- Gare de Puteaux (Gare de La Verrière, Transilien U)
- Gare de Neuilly - Porte Maillot (2024. május 6. – , Gare de Chelles - Gournay, Gare de Tournan, RER E)
- Nanterre – La Folie (2024. május 6. – , Nanterre – La Folie, RER E)

## Lásd még
- Franciaország vasútállomásainak listája
- A RER állomásainak listája